# Nasser ar-Raschid
Nasser ar-Raschid (arabisch ناصر بن إبراهيم الرشيد, DMG Nāṣir b. Ibrāhīm ar-Rašīd, auch Al-Rashid; * 1937) ist ein saudi-arabischer Geschäftsmann.
Er ist Milliardär und ein einflussreicher Ratgeber der arabischen Königsfamilie. Trotz seines augenscheinlichen Reichtums erscheint er nicht auf der Liste der reichsten Menschen der Welt des Forbes Magazine, da sein Reichtum wie der vieler anderer Saudis nicht aus öffentlich zugänglichen Quellen verlässlich abzuschätzen ist. Er hat an der Universität von Texas in Austin Bauingenieurwesen studiert und ist dort ein großzügiger Förderer. Die Universität hat daher das Dr. Nasser Al-Rashid Strength and Training Center nach ihm benannt.

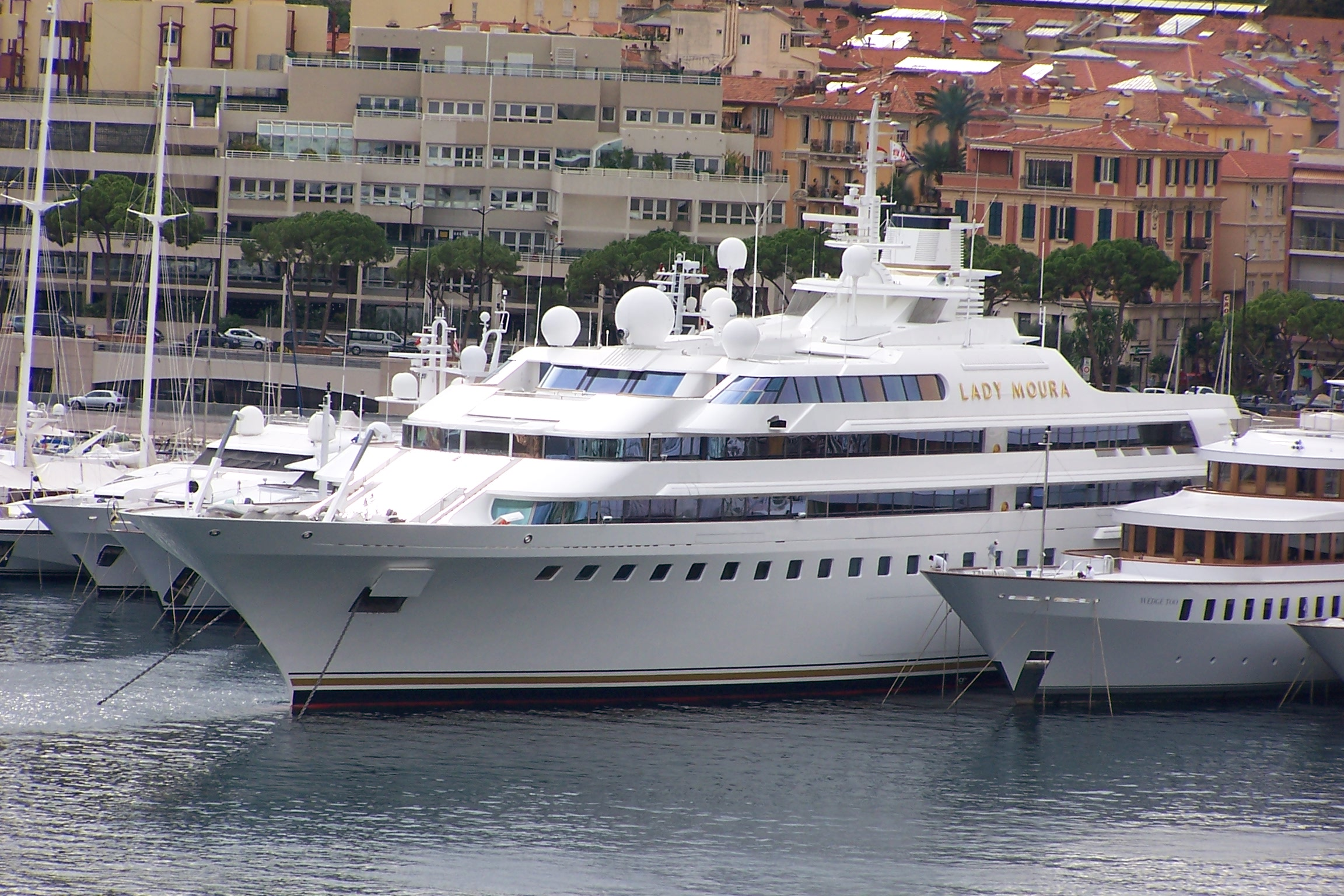
Megayacht Lady Moura

Nach dem Studium unterrichtete ar-Raschid an der König-Fahd-Universität in Zahran, Saudi-Arabien. 1975 gründete er in Riad die Firma Rashid Engineering, die an den größten Bauprojekten Saudi-Arabiens entscheidend beteiligt war. Innerhalb weniger Jahre entwickelte sich Rashid Engineering zur größten Baufirma des Königreichs und überschritt bereits 1980 die Umsatzmarke von 2 Milliarden Dollar pro Jahr.
Nasser Ar-Raschid heiratete 1977 die französisch-libanesische Jetset-Angehörige Mouna Ayoub, von der er 1995 geschieden wurde. Derzeit ist er mit einer belgisch-algerischen Frau verheiratet.
In seinem Auftrag wurde 1990 von der deutschen Werft Blohm + Voss die damals größte Yacht der Welt gebaut: die Lady Moura. Die Herstellungskosten wurden mit etwa 200 Millionen Dollar beziffert.